# رونالد الكسندر (لاعب كرة الريشة)
رونالد الكسندر (بالإندونيسية: Ronald Ronald)‏ هو لاعب كرة الريشة إندونيسي، ولد في 15 أغسطس 1993 في بيتونغ في إندونيسيا.

## وصلات خارجية
- رونالد الكسندر على موقع BWF.tournamentsoftware.com (الإنجليزية)
- رونالد الكسندر على موقع BWFbadminton.com (الإنجليزية)